# Marisa Tomei
Marisa Tomei, ameriška filmska in televizijska igralka, * 4. december 1964 New York City, ZDA.
Zaslovela je po nastopu v stranski vlogi v seriji Campus Show. Po nastopu v številnih filmih je leta 1993 prejela oskarja za najboljšo stransko igralko v komediji Moj bratranec Vinny.
V zadnjih petnajstih letih je nastopila v številnih filmih, največje komercialne uspehe pa je dosegla s filmi Kaj ženske ljubijo, Self Control in Divja banda. Prejela je pohvale kritikov za svoje nastope v filmih Snemi z zvezde iz neba, Zloglasna četrt in Preden hudič izve za tvojo smrt ter si prislužila dve nominaciji za oskarja za svoji vlogi v filmu V pasti in Rokoborec. Igrala je tudi vlogo Spider-Manove tete May v Marvelvoih filmih, od filma Stotnik Amerika: Državljanska vojna do filma Spider-Man: Ni poti domov.